# ليانغ بو
ليانغ بو (بالصينية: 梁博) هو مغني وكاتب أغاني صيني، ولد في 25 مارس 1991 في Jiutai, Changchun ‏ في الصين.

## وصلات خارجية
- ليانغ بو على موقع ميوزك برينز (الإنجليزية)
- ليانغ بو على موقع ميوزك برينز (الإنجليزية)